# Scelorchilus albicollis
Scelorchilus albicollis là một loài chim trong họ Rhinocryptidae.